# Lophocampa pectina
Lophocampa pectina là một loài bướm đêm thuộc phân họ Arctiinae, họ Erebidae.